# 斜花雪山报春
斜花雪山报春（学名：Primula obliqua），为报春花科报春花属下的一个植物种。